# Relative Topografie

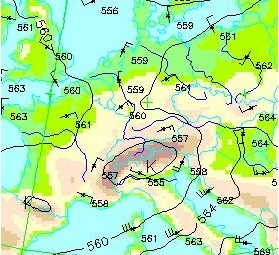
Höhenwetterkarte für die 500-hPa-Isobarenfläche, Quelle: Deutscher Wetterdienst

Relative Topografie, abgekürzt RETOP, ist die Darstellung der Höhenunterschiede bzw. der Schichtdicken zwischen zwei Flächen gleichen Luftdrucks (Isobaren) in der Erdatmosphäre über einem bestimmten geografischen Gebiet.
Diese Darstellung erfolgt anhand von Linien gleicher geopotenzieller Höhe, den Isohypsen, in einer Höhenwetterkarte. Über den Zusammenhang der barometrischen Höhenformel lassen dabei
- Zentren hoher Schichtdicke (in deutschsprachigen Höhenwetterkarten üblicherweise mit „W“ für „warm“ bezeichnet) auf Gebiete mit relativ hoher mittlerer Lufttemperatur schließen.
- Zentren geringer Schichtdicke (in deutschsprachigen Höhenwetterkarten üblicherweise mit „K“ für „kalt“ bezeichnet) auf Gebiete mit relativ niedriger mittlerer Lufttemperatur schließen.

Aus diesen Informationen kann Richtung und Geschwindigkeit thermischer Winde berechnet werden, die ebenfalls auf Höhenwetterkarten dargestellt sind.
Am häufigsten verwendet werden Karten für die relative Topografie zwischen der 500-hPa-Isobarenfläche und der 1000-hPa-Isobarenfläche, was je nach Rahmenbedingungen einer Luftschicht zwischen gut 5000 Metern Höhe und Bodennähe entspricht. Abhängig vom Verwendungszweck kommen jedoch auch andere Isobarenflächen in Betracht.